# Molières-Cavaillac
Molières-Cavaillac là một xã trong vùng Occitanie. Xã Molières-Cavaillac nằm ở khu vực có độ cao trung bình 350 mét trên mực nước biển.